# یارمارکووشچزنا
یارمارکووشچزنا (به لاتین: Jarmarkowszczyzna) یک روستا در لهستان است که در گمینا برانگسک واقع شده‌است.